# There Is Only One Roy Orbison
There Is Only One Roy Orbison è un album in studio del cantautore e chitarrista statunitense Roy Orbison, pubblicato nel 1965.

## Tracce
Side 1
1. Ride Away – 3:28 (Roy Orbison, Bill Dees)
2. You Fool You – 2:10 (Orbison, Joe Melson)
3. Two of a Kind – 2:37 (Bob Montgomery, Earl Sinks)
4. This Is Your Song – 2:18 (Dees)
5. I'm in a Blue, Blue Mood – 1:51 (Orbison, Melson)
6. If You Can't Say Something Nice – 2:21 (Orbison, Melson, Ray Rush)

Side 2
1. Claudette – 2:01 (Orbison)
2. Afraid to Sleep – 2:15 (Buddy Buie, John Rainey Adkins)
3. Sugar and Honey – 2:22 (Orbison, Dees)
4. Summer Love – 2:29 (Dees, Mathis)
5. Big as I Can Dream – 2:08 (Bob Montgomery)
6. Wondering – 2:16 (Orbison, Dees)